# Гладау
Гладау (нем. Gladau) — деревня в Германии, в земле Саксония-Анхальт, входит в район Йерихов в составе городского округа Гентин.
Население деревни - 300 человек (на 31 декабря 2013 года). Занимает площадь 39,27 км².

## История
Первое упоминание о поселении относится к 1345 году.
До вхождения в городской округ, Гладау образовывала собственную коммуну, куда также входили: деревня Дрецель (нем. Dretzel, 52°18′50″ с. ш. 12°07′06″ в. д.) и село Шаттберге (нем. Schattberge, 52°18′37″ с. ш. 12°03′34″ в. д.).
1 июля 2009 года, после проведённых реформ, Гладау, Дрецель и Шаттберге вошли в состав городского округа Гентин в качестве районов.

## Галерея

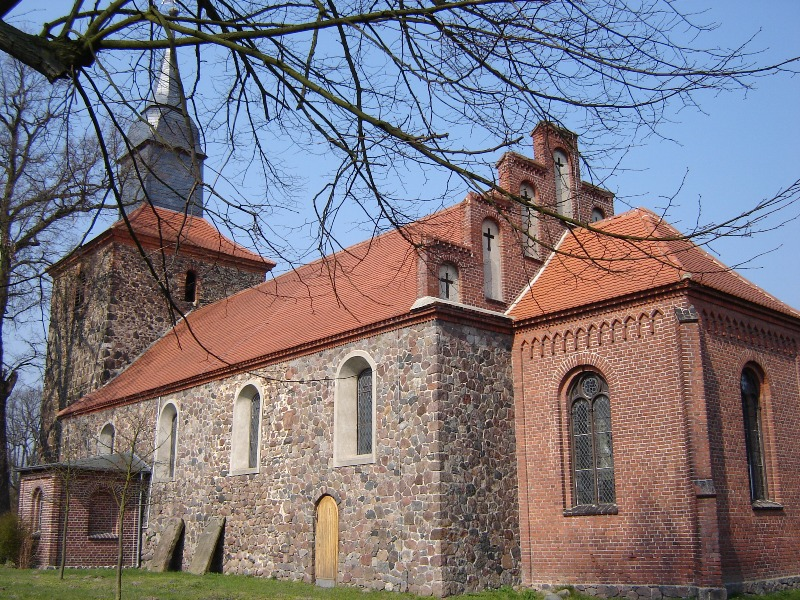
Церковь в Гладау
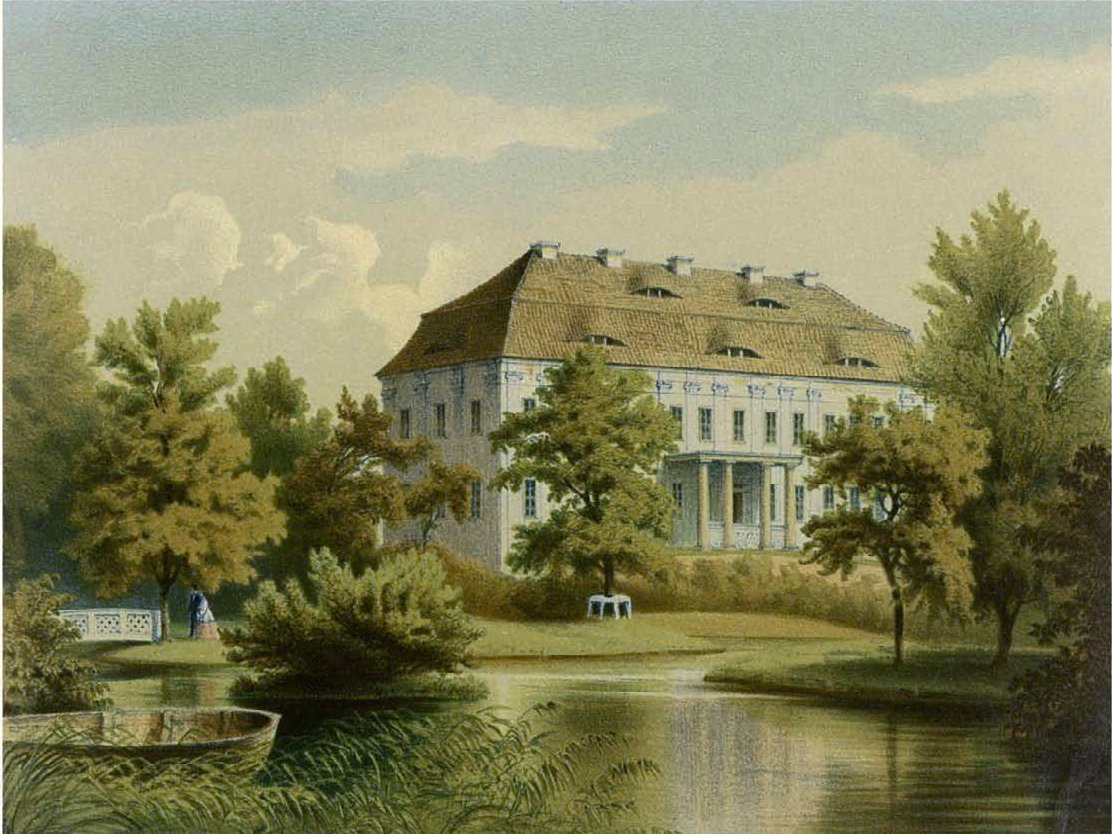
Усадьба в Дрецеле (1857—1883)